# Nemotelus knowltoni
Nemotelus knowltoni är en tvåvingeart som beskrevs av James 1936. Nemotelus knowltoni ingår i släktet Nemotelus och familjen vapenflugor. Inga underarter finns listade i Catalogue of Life.